# NGC 2824
NGC 2824 (również PGC 26330 lub UGC 4933) – galaktyka soczewkowata (S0), znajdująca się w gwiazdozbiorze Raka. Odkrył ją Heinrich Louis d’Arrest 30 kwietnia 1864 roku. Jest to galaktyka aktywna.